# انقلاب ۱۹۶۹ لیبی
انقلاب ۱۹۶۹ لیبی که با نام انقلاب فتح یا انقلاب ۱ سپتامبر نیز شناخته می‌شود، کودتا و انقلابی بود که توسط جنبش افسران آزاد، گروهی از افسران ملی‌گرا و ناصری عرب در ارتش لیبی انجام شد و پادشاهی سنوسی ادریس اول را سرنگون کرد که منجر به تشکیل جمهوری عربی لیبی شد. جنبش افسران آزاد، توسط سرهنگ معمر قذافی، رهبری می‌شد.
دولت ادریس در اواخر دهه ۱۹۶۰، به دلیل سوءمدیریت داخلی، به‌طور فزاینده‌ای، منفور بود و افزایش احساسات ملی‌گرایی عربی، باعث تضعیف رژیم او شد. در ۱ سپتامبر ۱۹۶۹، زمانی که ادریس، در ترکیه بود، گروهی از افسران ارتش لیبی به رهبری قذافی، کودتا را از بنغازی آغاز کردند و به سرعت، کنترل کشور را به دست گرفتند. کودتا، بدون خونریزی بود و از حمایت پرشور مردم، برخوردار شد. ولیعهد، حسن سنوسی، از ادعای خود برای تاج و تخت، چشم پوشی کرد و شورای فرماندهی انقلاب (RCC) لیبی را به عنوان یک جمهوری آزاد و مستقل اعلام کرد که قذافی، در مقام رئیس شورای فرماندهی انقلاب، عملاً رئیس کشور شد.